# بخش دنبری (اوتاوا، اوهایو)
بخش دنبری (به انگلیسی: Danbury Township) یک منطقهٔ مسکونی در ایالات متحده آمریکا است که در شهرستان اتاوا، اوهایو واقع شده‌است.
 بخش دنبری ۱۴۶٫۴ کیلومتر مربع مساحت و ۴٬۶۳۱ نفر جمعیت دارد و ۱۹۵ متر بالاتر از سطح دریا واقع شده‌است.